# Municipio de Jefferson (condado de Adams, Indiana)
El municipio de Jefferson (en inglés: Jefferson Township) es un municipio ubicado en el condado de Adams en el estado estadounidense de Indiana. En el año 2010 tenía una población de 1089 habitantes y una densidad poblacional de 17,42 personas por km².

## Geografía
El municipio de Jefferson se encuentra ubicado en las coordenadas 40°37′22″N 84°50′24″O / 40.62278, -84.84000. Según la Oficina del Censo de los Estados Unidos, el municipio tiene una superficie total de 62.5 km², de la cual 62,42 km² corresponden a tierra firme y (0,12 %) 0,08 km² es agua.

## Demografía
Según el censo de 2010, había 1089 personas residiendo en el municipio de Jefferson. La densidad de población era de 17,42 hab./km². De los 1089 habitantes, el municipio de Jefferson estaba compuesto por el 99,54 % blancos, el 0,09 % eran amerindios, el 0,09 % eran asiáticos, el 0,09 % eran de otras razas y el 0,18 % eran de una mezcla de razas. Del total de la población el 0,09 % eran hispanos o latinos de cualquier raza.